# Pierwsza krowa
Pierwsza krowa (ang. First Cow) – amerykański film dramatyczny z 2019 roku w reżyserii Kelly Reichardt. Scenariusz oparto na podstawie powieści The Half Life Jonathana Raymonda.

## Fabuła
XIX wiek. Nieśmiały kucharz Figowitz udaje się na zachód, gdzie na Terytorium Oregonu dołącza do grupy traperów. Poznaje tam chińskiego imigranta King Lu, z enigmatyczną przeszłością i żyłką do interesów. Mężczyźni zaprzyjaźniają się i rozpoczynają wspólny biznes wykorzystując potajemnie krowę mleczną należącą do bogatego właściciela ziemskiego.

## Obsada
- John Magaro jako Cookie Figowitz
- Orion Lee jako King Lu
- Toby Jones jako szef fabryki
- Ewen Bremner jako Lloyd
- Scott Shepherd jako Lloyd
- Dylan Smith jako Jack
- Gary Farmer jako Totillicum

## Premiera
Światowa premiera filmu 30 sierpnia 2019 roku podczas Festiwalu Filmowego w Telluride. Brał również udział w konkursie głównym o Złotego Niedźwiedzia podczas 70. Międzynarodowym Festiwalu Filmowego w Berlinie.